# Allentown (Nova Jersey)
Allentown és una població dels Estats Units a l'estat de Nova Jersey. Segons el cens del 2007 tenia 1.859 habitants.

## Demografia
Segons el cens del 2000, Allentown tenia 1.882 habitants, 708 habitatges, i 526 famílies. La densitat de població era de 1.191,2 habitants/km².
Dels 708 habitatges en un 36,4% hi vivien nens de menys de 18 anys, en un 63,1% hi vivien parelles casades, en un 8,8% dones solteres, i en un 25,6% no eren unitats familiars. En el 21,3% dels habitatges hi vivien persones soles el 5,5% de les quals corresponia a persones de 65 anys o més que vivien soles. El nombre mitjà de persones vivint en cada habitatge era de 2,66 i el nombre mitjà de persones que vivien en cada família era de 3,13.
Per edats la població es repartia de la següent manera: un 26,7% tenia menys de 18 anys, un 5,2% entre 18 i 24, un 32,5% entre 25 i 44, un 25,8% de 45 a 60 i un 9,8% 65 anys o més.
L'edat mediana era de 38 anys. Per cada 100 dones de 18 o més anys hi havia 89,9 homes.
La renda mediana per habitatge era de 71.193 $ i la renda mediana per família de 79.843 $. Els homes tenien una renda mediana de 55.441 $ mentre que les dones 38.667 $. La renda per capita de la població era de 29.455 $. Aproximadament l'1% de les famílies i el 2,3% de la població estaven per davall del llindar de pobresa.

## Poblacions més properes
El següent diagrama mostra les poblacions més properes.